# Mel Blanc
Mel Blanc, all'anagrafe Melvin Jerome Blanc (San Francisco, 30 maggio 1908 – Los Angeles, 10 luglio 1989), è stato un doppiatore, attore e comico statunitense.
La sua carriera è durata oltre 60 anni. Durante l'età d'oro della radio, ha fornito voci di personaggi ed effetti sonori vocali per programmi radiofonici comici, inclusi quelli di Jack Benny, Gianni e Pinotto, Burns e Allen, Judy Canova e il suo programma radiofonico The Mel Blanc Show.
Tuttavia, è diventato famoso per il suo lavoro nell'età d'oro dell'animazione americana come le voci di Bugs Bunny, Daffy Duck, Porky Pig e la maggior parte degli altri personaggi dei cartoni animati Looney Tunes e Merrie Melodies. In seguito ha doppiato personaggi dei cartoni animati della Hanna-Barbera, inclusi Barney Rubble in Gli antenati e Mr. Spacely in I pronipoti.
Passato alla storia come "L'uomo dalle mille voci" (in inglese The Man of a Thousand Voices), è considerato una delle persone più influenti nel settore del doppiaggio.

## Biografia

### Primi anni di vita
Blanc è nato il 30 maggio 1908 a San Francisco, California, da Eva (nata Katz) (1880-1956), un'immigrata ebrea tedesca, e Frederick Blank (1879-1941) (nato a New York da genitori ebrei tedeschi), ed era il più giovane di due bambini. È cresciuto nel quartiere Western Addition di San Francisco, e successivamente a Portland (Oregon), dove ha frequentato la Lincoln High School. Ha avuto una precoce predilezione per le voci e il dialetto, che ha iniziato a praticare all'età di 10 anni. Ha affermato di aver cambiato l'ortografia del suo nome quando aveva 16 anni, da Blank a Blanc, perché un insegnante gli aveva detto che sarebbe stato niente ed essere come il suo nome, un "vuoto". Si unì all'Ordine di DeMolay da giovane e alla fine fu inserito nella sua Hall of Fame. Dopo essersi diplomato al liceo nel 1927, ha diviso il suo tempo tra la direzione di un'orchestra, diventando il direttore più giovane del paese all'età di 19 anni, e si esibì in spettacoli di vaudeville a Washington, Oregon e nel Nord California.

### Lavoro radiofonico
Blanc iniziò la sua carriera radiofonica all'età di 19 anni nel 1927, quando fece il suo debutto come attore nel programma della stazione radio KGW The Hoot Owls, dove la sua capacità di fornire voci a più personaggi attirò per la prima volta l'attenzione. Si trasferì a Los Angeles nel 1932, dove incontrò Estelle Rosenbaum (1909–2003), che sposò un anno dopo, prima di tornare a Portland. Si trasferì in un'altra stazione radiofonica, KEX, nel 1933 per produrre e co-condurre il suo spettacolo Cobweb and Nuts con sua moglie Estelle, che debuttò il 15 giugno.
Con l'incoraggiamento di sua moglie, Blanc tornò a Los Angeles e si unì alla stazione radio commerciale KFWB di proprietà della Warner Bros. a Hollywood nel 1935. Si unì al Johnny Murray Show, ma l'anno successivo passò alla CBS.
Blanc ha partecipato regolarmente allo spettacolo della NBC Red Network The Jack Benny Program in vari ruoli, tra cui la voce dell'automobile Maxwell di Benny (con un disperato bisogno di una messa a punto), l'insegnante di violino Professor LeBlanc, Polly the Parrot, l'orso polare domestico di Benny Carmichael e l'annunciatore del treno. Il primo ruolo è venuto da un incidente quando la registrazione dei suoni dell'automobile non è riuscita a suonare al momento giusto, spingendo Blanc a prendere il microfono e improvvisare lui stesso i suoni. Il pubblico ha reagito in modo così positivo che Benny ha deciso di rinunciare del tutto alla registrazione e di far continuare Blanc in quel ruolo. Uno dei personaggi di Blanc nei programmi radiofonici (e successivamente televisivi) di Benny era "Sy, il piccolo messicano", che pronunciava una parola alla volta. Ha continuato a lavorare con Benny alla radio fino alla fine della serie nel 1955 e ha seguito il programma in televisione dall'episodio di debutto di Benny nel 1950 attraverso gli spot degli speciali della NBC negli anni '70.
Il suo successo nel The Jack Benny Program portò al suo programma radiofonico sulla CBS Radio Network, The Mel Blanc Show, che andò in onda dal 3 settembre 1946 al 24 giugno 1947. Blanc interpretò se stesso come lo sfortunato proprietario di un negozio, così come il suo giovane cugino Zookie. Blanc è apparso anche in altri programmi radiofonici nazionali come Gianni e Pinotto Show, The Happy Postman su The George Burns and Gracie Allen Show e come August Moon su Point Sublime. Durante la seconda guerra mondiale, è apparso come il soldato Sad Sack in vari programmi radiofonici, tra cui GI Journal. Blanc ha registrato una canzone intitolata "Big Bear Lake".

### Doppiaggio
Nel dicembre 1936, Mel Blanc si unì alla Leon Schlesinger Productions, che stava producendo cortometraggi di cartoni animati per la Warner Bros. Dopo che il progettista del suono Treg Brown fu incaricato delle voci dei cartoni animati e Carl Stalling divenne direttore musicale, Brown presentò Blanc ai registi di cartoni animati Tex Avery, Bob Clampett, Friz Freleng e Frank Tashlin, che amavano le sue voci. Il primo cartone animato su cui Blanc ha lavorato è stato Picador Porky (1937) come voce di un toro ubriaco. Poco dopo ha ricevuto il suo primo ruolo da protagonista quando ha sostituito Joe Dougherty come voce di Porky Pig in Caccia alle anatre, che ha segnato il debutto di Daffy Duck, doppiato anch'egli da Blanc.
In seguito, Blanc è diventato un artista vocale molto importante per la Warner Bros., dando voce a un'ampia varietà di personaggi dei "Looney Tunes". Bugs Bunny, come il quale Blanc ha fatto il suo debutto in Caccia al coniglio (1940), era noto per mangiare frequentemente carote (soprattutto mentre diceva il suo tormentone "Eh, che succede, amico?"). Per seguire questo suono con la voce animata, Blanc mordeva una carota e poi sputarla rapidamente in una sputacchiera. Una storia spesso ripetuta è che Blanc fosse allergico alle carote, cosa che Blanc ha negato.
In Pinocchio della Disney, Blanc è stato assunto per interpretare la voce del Gatto. Tuttavia, alla fine è stato deciso di rendere il Gatto un personaggio muto (simile a Cucciolo di Biancaneve e i sette nani), quindi tutti i dialoghi registrati di Blanc sono stati cancellati, tranne un singhiozzo solitario che si ripete tre volte nel film finito.
Blanc ha anche originato la voce e la risata di Picchiarello per i cartoni animati prodotti da Walter Lantz per la Universal Pictures, ma ha smesso di doppiarlo dopo i primi tre cortometraggi del personaggio quando ha firmato un contratto in esclusiva con la Warner Bros. Nonostante ciò, la sua risata è stata utilizzata nei cartoni di Woody fino al 1951.
Nel corso della sua carriera Blanc, consapevole dei suoi talenti, ha protetto contrattualmente e legalmente i diritti sulle sue caratterizzazioni vocali. Lui, e in seguito i suoi eredi, non ha mai esitato a intraprendere un'azione civile quando quei diritti sono stati violati. I doppiatori all'epoca ricevevano raramente crediti cinematografici, ma Blanc era un'eccezione; nel 1944, il suo contratto con la Warner Bros. prevedeva una lettura di credito "Caratterizzazioni vocali di Mel Blanc". Secondo la sua autobiografia, Blanc ha chiesto e ricevuto questo credito cinematografico dal capo dello studio Leon Schlesinger dopo che gli è stato negato un aumento di stipendio. Inizialmente, l'accredito di Blanc nei titoli era limitato solo ai cartoni animati in cui doppiava Bugs Bunny. La situazione cambiò nel marzo 1945 quando il contratto fu modificato per includere anche un credito cinematografico per i cartoni animati con Porky Pig e / o Daffy Duck. Ciò, tuttavia, escludeva eventuali cortometraggi con i due personaggi realizzati prima che si verificasse tale emendamento, anche se pubblicati dopo il fatto. Entro la fine del 1946, Blanc iniziò a ricevere un credito cinematografico in qualsiasi successivo cartone animato della Warner Bros. per il quale forniva le voci.
Nel 1960, dopo la scadenza del suo contratto in esclusiva con la Warner Bros., Blanc continuò a lavorare per loro, ma iniziò anche a fornire le voci per i cartoni animati televisivi prodotti da Hanna-Barbera; i suoi ruoli durante questo periodo includevano Barney Rubble in Gli antenati e Cosmo Spacely in I pronipoti. I suoi altri ruoli vocali per Hanna-Barbera includevano Dino (Gli antenati), Super Segretissimo, Speed Buggy e Captain Caveman, oltre a voci per Wally Gator e Le avventure di Penelope Pitstop.
Blanc ha anche lavorato con l'ex regista di "Looney Tunes" Chuck Jones, che a quel tempo dirigeva cortometraggi con la sua compagnia Sib Tower 12 (in seguito MGM Animation/Visual Arts), realizzando effetti vocali per la serie Tom e Jerry dal 1963 al 1967. Blanc è stata la prima voce di Toucan Sam negli spot pubblicitari di Froot Loops.
Blanc ha ripreso alcuni dei suoi personaggi della Warner Bros. quando lo studio lo ha incaricato di realizzare nuovi cartoni animati teatrali tra la metà e la fine degli anni '60. Per questi, Blanc ha doppiato Daffy Duck e Speedy Gonzales, i personaggi che hanno ricevuto l'uso più frequente in questi cortometraggi. Blanc ha anche continuato a doppiare i "Looney Tunes" per le sequenze ponte di The Bugs Bunny Show, così come in numerose pubblicità animate e diverse compilation, come Super Bunny in orbita! (1979). Ha anche doppiato Granny sull'etichetta discografica Peter Pan Records in altre quattro avventure di Bugs Bunny (1974), e ha sostituito il compianto Arthur Q. Bryan come voce di Elmer Fudd durante l'era post-età dell'oro.

### Incidente d'auto e conseguenze

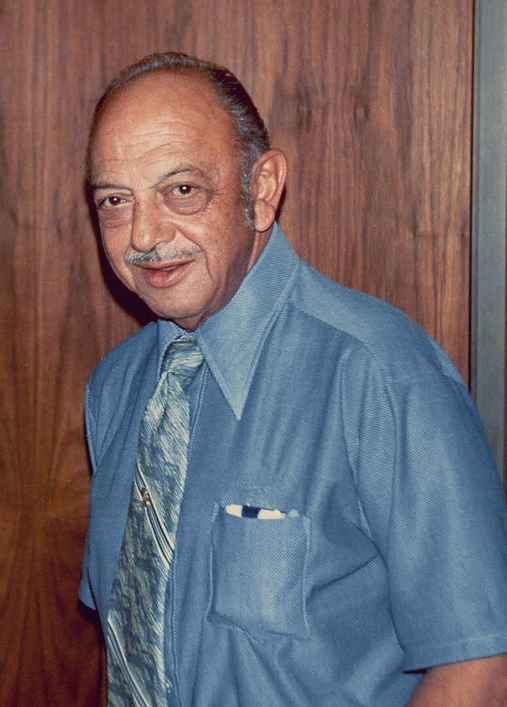
Mel Blanc nel 1976.

Il 24 gennaio 1961 Blanc stava guidando da solo quando la sua auto sportiva fu coinvolta in uno scontro frontale su Sunset Boulevard; di conseguenza, ebbe fratture alle gambe e al bacino. Circa due settimane dopo, uno dei neurologi di Blanc presso l'UCLA Medical Center ha provato un approccio diverso rispetto al semplice tentativo di rivolgersi all'inconscio Blanc in persona: rivolgersi ai suoi personaggi. A Blanc è stato chiesto: "Come ti senti oggi, Bugs Bunny?" Dopo una breve pausa, Blanc rispose, con voce debole: "Eh  ... va bene, dottore. Come sta?" Il dottore ha poi chiesto a Titti se c'era anche lui. "Mi è semblato di vedele un gatto." è stata la risposta. Blanc è tornato a casa il 17 marzo. Quattro giorni dopo, Blanc ha intentato una causa da $ 500 000 contro la città di Los Angeles. Il suo incidente, uno dei 26 nei due anni precedenti all'incrocio noto come Dead Man's Curve, ha portato la città a finanziare la ristrutturazione delle curve nel luogo.
Al momento dell'incidente, Blanc era anche la voce di Barney Rubble in I Flintstones. La sua assenza dalla serie è stata relativamente breve; Daws Butler ha fornito la voce di Barney per alcuni episodi, dopodiché i produttori hanno installato apparecchiature di registrazione nella stanza d'ospedale di Blanc e successivamente a casa sua per consentirgli di lavorare da lì. Alcune delle registrazioni sono state effettuate mentre giaceva supino con il corpo completamente ingessato e gli altri co-protagonisti dei Flintstones raccolti intorno a lui. Tornò al The Jack Benny Program per filmare lo spettacolo di Natale del 1961, muovendosi con le stampelle e una sedia a rotelle.
Il 29 gennaio 1962, Mel e suo figlio Noel fondarono la Blanc Communications Corporation, una società di media che ha prodotto oltre 5000 annunci di servizio pubblico e pubblicità, che rimane operativa.

### Anni dopo

Il Presidente Ronald Reagan con Mel ed Estelle Blanc nello Studio Ovale, 29 marzo 1984.

Per tutta la fine degli anni '70 e '80, Blanc ha interpretato i suoi personaggi "Looney Tunes" per creare un ponte in sequenze in varie compilation di cartoni animati della Warner Bros. dell'età dell'oro, come Super Bunny in orbita!, Looney, Looney, Looney Bugs Bunny Movie, Le 1001 favole di Bugs Bunny, Daffy Duck e l'isola fantastica e Daffy Duck's Quackbusters - Agenzia acchiappafantasmi. 
Nel film a tecnica mista Chi ha incastrato Roger Rabbit (1988), Blanc ha ripreso molti dei suoi ruoli dai cartoni della Warner Bros. (Bugs, Daffy, Porky, Titti e Silvestro), ma ha lasciato Yosemite Sam a Joe Alaskey (uno dei sostituti regolari di Blanc fino alla sua morte nel 2016). Il film è stato uno dei pochi progetti Disney in cui Blanc è stato coinvolto. Blanc è morto appena un anno dopo l'uscita del film. La sua ultima sessione di registrazione è stata per I pronipoti - Il film (1990).

### Morte

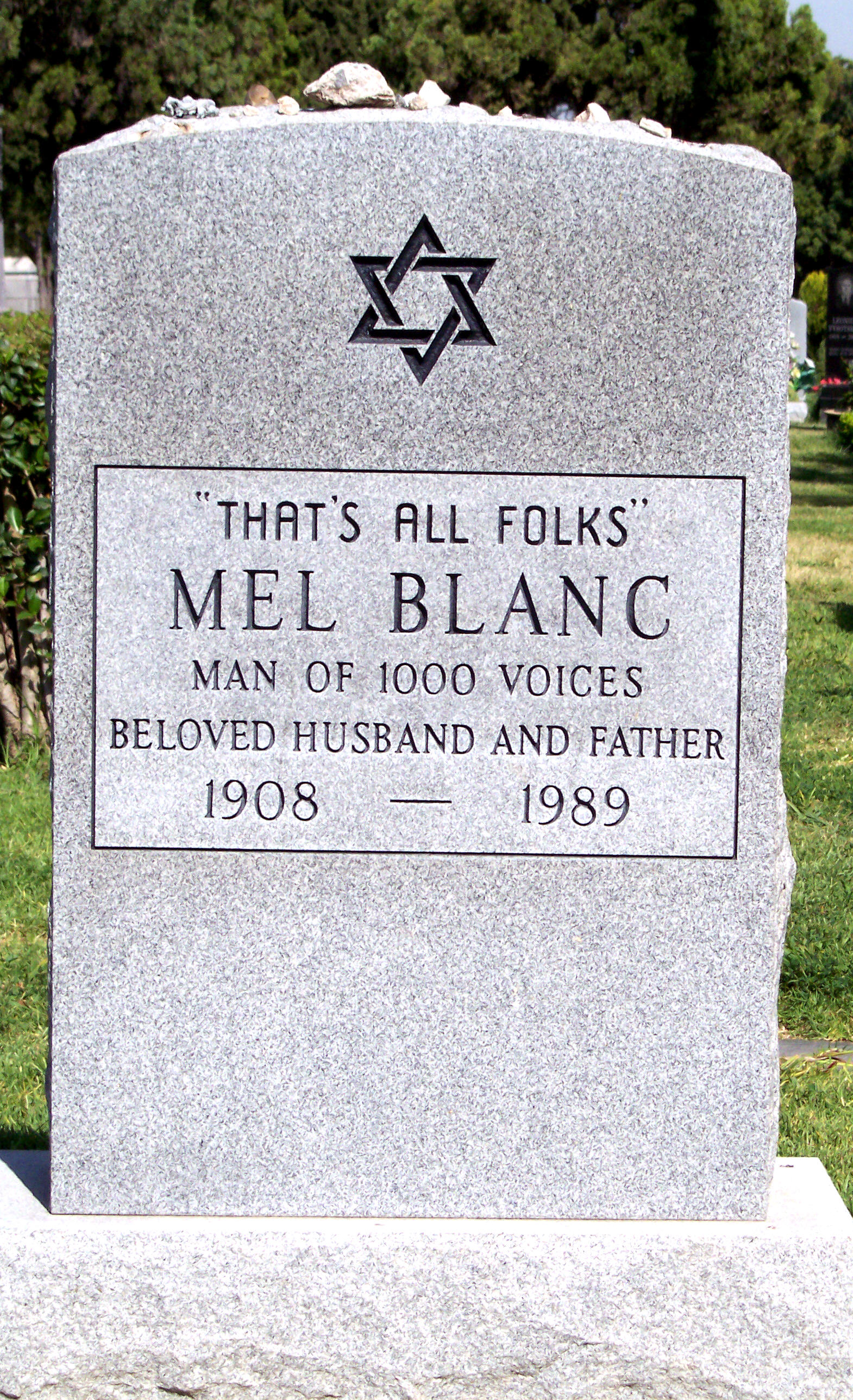
La tomba di Mel Blanc a Los Angeles

Blanc ha iniziato a fumare sigarette all'età di 9 anni. Ha continuato la sua abitudine fino all'età di 77 anni, dopo che gli è stato diagnosticato un enfisema. Il 19 maggio 1989, la sua famiglia lo fece controllare al Cedars-Sinai Medical Center di Los Angeles quando notarono che aveva una brutta tosse durante le riprese di uno spot pubblicitario. Inizialmente ci si aspettava che si riprendesse, ma quando la sua salute peggiorò, i medici scoprirono che aveva una malattia coronarica avanzata. Dopo quasi due mesi in ospedale, Blanc morì il 10 luglio 1989 a Cedars-Sinai per complicazioni dovute a entrambe le malattie. Aveva 81 anni. È sepolto nell'Hollywood Forever Cemetery sezione 13, sezione Pinewood, trama n. 149 a Hollywood. 
Il suo testamento specificò che la sua lapide doveva recitare "That's all folks" (Questo è tutto, gente) - la frase con cui il personaggio di Blanc, Porky Pig, concludeva i cartoni della Warner Bros.

## Vita privata
Blanc e sua moglie Estelle Rosenbaum si sposarono il 4 gennaio 1933, e rimasero sposati fino alla sua morte nel 1989. Loro figlio, Noel Blanc, è stato anch'egli un doppiatore.

## Influenza culturale
Mel Blanc è considerato il doppiatore più prolifico nella storia dell'intrattenimento. È stato anche il primo doppiatore a ricevere crediti su schermo per i suoi ruoli. La sua morte è stata considerata una perdita significativa per l'industria dei cartoni animati a causa della sua abilità, della sua gamma espressiva e dell'enorme numero di personaggi che ha interpretato, i cui ruoli sono stati successivamente assunti da molti altri talenti vocali. Come ha osservato il critico cinematografico Leonard Maltin, "È sbalorditivo rendersi conto che Titti e Yosemite Sam sono la stessa persona!"
Blanc ha detto che Gatto Silvestro fu il personaggio più facile da doppiare per lui, perché "[è] solo la mia normale voce che parla con una pernacchietta alla fine"; e che Yosemite Sam era il più duro, a causa del suo volume e del suo rombo.
Un medico che ha esaminato la gola di Blanc ha scoperto che possedeva corde vocali insolitamente più spesse e potenti del normale, che gli davano un'estensione eccezionale e le ha paragonate a quelle del cantante d'opera Enrico Caruso.
Dopo la sua morte, la voce di Blanc ha continuato a essere ascoltata in produzioni appena pubblicate, come le registrazioni di Dino nei film live-action I Flintstones (1994) e I Flintstones in Viva Rock Vegas (2000). Allo stesso modo, le registrazioni di Blanc nei panni del Maxwell di Jack Benny sono state presentate in Looney Tunes: Back in Action (2003). Più recentemente, le registrazioni d'archivio di Blanc sono state utilizzate in due corti dei Looney Tunes animati in CGi; Mi è semblato di vedele un gatto (uscito insieme a Happy Feet 2) e Daffy's Rhapsody (mostrato con Viaggio nell'isola misteriosa).
Per i suoi contributi all'industria radiofonica e cinematografica, Blanc ha una stella sulla Hollywood Walk of Fame al 6385 di Hollywood Boulevard. Il suo personaggio Bugs Bunny è stato anche premiato con una stella sulla Hollywood Walk of Fame il 10 dicembre 1985.
Blanc ha formato personalmente suo figlio Noel nel campo della caratterizzazione vocale. Noel ha interpretato i personaggi di suo padre (in particolare Porky Pig) in alcuni programmi, ma mai a tempo pieno perché la Warner Bros. era riluttante ad avere un unico doppiatore succeduto a Blanc. Per questo l'azienda impiegò molteplici nuovi doppiatori per ricoprire i ruoli a partire dagli anni '90, tra cui lo stesso Noel Blanc insieme a Bob Bergen, Eric Bauza, Jeff Bergman, Joe Alaskey e Greg Burson.

## I personaggi doppiati da Blanc (parziale)
Tra parentesi l'anno del primo doppiaggio.
- Porky Pig (1937)
- Daffy Duck (1937)
- Bugs Bunny (1938)
- Bugs Bunny (1940)
- Picchiarello (1940)
- Titti (1942)
- Il Micione Innamorato (1942)
- Yosemite Sam (1945)
- Pepé Le Pew (1945)
- Gatto Silvestro (1946)
- Marvin il Marziano (1948)
- Beep Beep (1949)
- Bruno (1951)
- Wile E. Coyote (1952)
- Speedy Gonzales (1953)
- Il Diavolo della Tasmania (1954)
- Duck Dodgers  (1957)
- Taddeo (1959)
- Barney Rubble (1960)
- Dino (1960)
- Cosmo G. Spacely (1962)
- Hardy Har Har (1962-1964)
- Raven (1964-1966)
- Super Segretissimo (1965-1966)
- Bubba McCoy
- La gang di Penelope Pitstop (1969)
- Isidoro (1980)
- Mr. McKenzie (1983)